# Jorgo Chatzimarkakis
Georgios "Jorgo" Chatzimarkakis (ur. 21 kwietnia 1966 w Duisburgu) – niemiecki polityk i politolog greckiego pochodzenia, poseł do Parlamentu Europejskiego VI i VII kadencji.

## Życiorys
Ukończył nauki polityczne na Uniwersytecie w Bonn, studiował też na Uniwersytecie Oksfordzkim. W 2000 uzyskał doktorat w dziedzinie politologii. Utracił go jednak w 2011 decyzją Uniwersytetu w Bonn w związku z potwierdzeniem plagiatu.
Pracował jako referent w administracji Bundestagu, a także urzędnik Ministerstwa Spraw Zagranicznych. Od 1999 był wspólnikiem w przedsiębiorstwach zajmujących się doradztwem gospodarczym. Należał do założycieli Niemiecko-Hellenistycznego Stowarzyszenia Gospodarczego.
Został działaczem Wolnej Partii Demokratycznej, w 1995 wszedł w skład zarządu federalnego FDP, a w 2002 objął funkcję sekretarza generalnego partii w Kraju Saary. Zasiadał też we władzach Partii Europejskich Liberałów, Demokratów i Reformatorów. W 2004 uzyskał mandat posła do Parlamentu Europejskiego. W wyborach w 2009 skutecznie ubiegał się o reelekcję.